# St. Paul (hrabstwo San Patricio)
St. Paul – jednostka osadnicza w Stanach Zjednoczonych, w stanie Teksas, w hrabstwie San Patricio.